# Alcobaça (Bahía)
Alcobaça es un municipio brasileño del estado de Bahía. Se localiza a una latitud 17º31'10" sur y a una longitud 39º11'44" oeste, estando a una altitud de 9 metros. Su población estimada en 2010 según el Instituto Brasileño de Geografía y Estadística era de 21 319 habitantes. Posee un área de 1505,9 km². El 20 de julio de 1896 la Villa de Alcobaça fue elevada a la condición de ciudad.